# Матера, Сальваторе
Сальваторе Джозеф Матера (англ. Salvatore Joseph Matera; род. 5 февраля 1951) — американский шахматист, международный мастер (1976).
Чемпион США среди юниоров 1967 года.
В составе сборной США серебряный призёр 20-го командного студенческого чемпионата мира (1974), при этом показал лучший результат на своей доске.

## Изменения рейтинга
| Графики недоступны из-за технических проблем. См. информацию на Фабрикаторе и на mediawiki.org. |